# Saint-Michel-de-Plélan
Saint-Michel-de-Plélan är en kommun i departementet Côtes-d'Armor i regionen Bretagne i nordvästra Frankrike. Kommunen ligger i kantonen Plélan-le-Petit som tillhör arrondissementet Dinan. År 2022 hade Saint-Michel-de-Plélan 320 invånare.

## Befolkningsutveckling
Antalet invånare i kommunen Saint-Michel-de-Plélan
Referens:INSEE